# Anomalomma harishi
Anomalomma harishi är en spindelart som beskrevs av Sarah Creecie Dyal 1935. Anomalomma harishi ingår i släktet Anomalomma och familjen vargspindlar.
Artens utbredningsområde är Pakistan. Inga underarter finns listade i Catalogue of Life.